# Edward D. Crippa

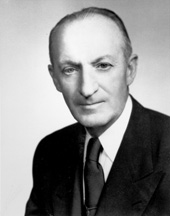
Edward David Crippa

Edward David Crippa (* 8. April 1899 in Rock Springs, Sweetwater County, Wyoming; † 20. Oktober 1960 ebenda) war ein US-amerikanischer Politiker (Republikanische Partei), der den Bundesstaat Wyoming im US-Senat vertrat.
Nach dem Schulbesuch in Wyoming diente Edward Crippa als Private während des Ersten Weltkrieges in der US Army. Nach seiner Rückkehr in die USA gehörte er von 1926 bis 1928 dem Stadtrat seines Heimatortes Rock Springs an. In der Folge schlug er eine Laufbahn als Unternehmer ein: 1930 wurde er Präsident der Union Mercantile Company, später dann Eigentümer und Geschäftsführer der in Rock Springs ansässigen Crippa Motor Company sowie Präsident der North Side State Bank und Direktor der Rock Springs Fuel Company.
Sein erstes öffentliches Amt übernahm Crippa 1941. Als Highway commissioner war er bis 1947 Mitglied der Regierung von Wyoming. Am 24. Juni 1954 wurde er dann von Gouverneur Clifford Joy Rogers zum US-Senator ernannt; er trat in Washington die Nachfolge des Demokraten Lester C. Hunt an, der fünf Tage zuvor Suizid begangen hatte.
Zur offiziellen Nachwahl trat Edward Crippa nicht an. Bei dieser war der Demokrat Joseph C. O’Mahoney siegreich, der ihn dann am 28. November 1954 bereits wieder ablöste. Crippa ging wieder seiner Tätigkeit als Geschäftsmann nach und starb 1960 in Rock Springs.